# Distància genètica
La distància genètica és una mesura de divergència genètica entre espècies o entre poblacions dins d'una espècie. Les poblacions amb molts gens similars presenten distàncies genètiques petites. Això indica que estan estretament emparentades i que tenen un avantpassat comú recent.
La distància genètica és útil per a reconstruir la història de les poblacions. Per exemple, les evidències de les distàncies genètiques suggereixen que la gent d'Àfrica i Euràsia van divergir fa uns 100.000 anys. La distància genètica també s'utilitza per a entendre l'origen de la biodiversitat. Per exemple, les distàncies genètiques entre diferents races d'animals domèstics s'utilitza sovint per a determinar quines races s'haurien de protegir per tal de mantenir la diversitat genètica.